# Zürich Renegades 2022
Questa voce raccoglie le informazioni riguardanti gli Zürich Renegades nelle competizioni ufficiali della stagione 2022.

## Lega Nazionale A 2022

### Stagione regolare
| Ginevra 27 marzo 2022, ore 14:30 1ª giornata | Geneva Seahawks | 13 – 0 referto | Zürich Renegades | Centre Sportif de Vessy\| Arbitro: \| Schwarz \| |
| Arbitro:                                     | Schwarz         |                |                  |                                                  |

| Thun 18 aprile 2022, ore 14:30 4ª giornata | Thun Tigers | 34 – 0 referto | Zürich Renegades | Stadion Lachen\| Arbitro: \| Jordan \| |
| Arbitro:                                   | Jordan      |                |                  |                                        |

| Winterthur 30 aprile 2022, ore 18:00 6ª giornata | Winterthur Warriors | 22 – 14 referto | Zürich Renegades | Sportpark Deutweg\| Arbitro: \| Waldburger \| |
| Arbitro:                                         | Waldburger          |                 |                  |                                               |

| Zurigo 7 maggio 2022, ore 18:00 7ª giornata | Zürich Renegades | 19 – 62 referto | Thun Tigers | Utogrund\| Arbitro: \| Fouillet \| |
| Arbitro:                                    | Fouillet         |                 |             |                                    |

| Witikon 15 maggio 2022, ore 14:30 Recupero 2ª giornata | Zürich Renegades | 0 – 40 referto | Gladiators Beider Basel | Sportplatz Looren\| Arbitro: \| Petschovsky \| |
| Arbitro:                                               | Petschovsky      |                |                         |                                                |

| Witikon 22 maggio 2022, ore 14:30 8ª giornata | Zürich Renegades | 20 – 44 referto | Calanda Broncos | Sportplatz Looren\| Arbitro: \| Thielsch \| |
| Arbitro:                                      | Thielsch         |                 |                 |                                             |

| Zurigo 29 maggio 2022, ore 14:30 9ª giornata | Zürich Renegades | 12 – 38 referto | Winterthur Warriors | Utogrund\| Arbitro: \| Waldburger \| |
| Arbitro:                                     | Waldburger       |                 |                     |                                      |

| Basilea 4 giugno 2022, ore 18:00 10ª giornata | Gladiators Beider Basel | 28 – 15 referto | Zürich Renegades | Stadion Rankhof\| Arbitro: \| Fouillet \| |
| Arbitro:                                      | Fouillet                |                 |                  |                                           |

| Witikon 12 giugno 2022, ore 14:30 11ª giornata | Zürich Renegades | 37 – 6 referto | Geneva Seahawks | Sportplatz Looren\| Arbitro: \| Urben \| |
| Arbitro:                                       | Urben            |                |                 |                                          |

| Berna 26 giugno 2022, ore 14:30 13ª giornata | Bern Grizzlies | 35 – 0 referto | Zürich Renegades | Stadio di atletica leggera Wankdorf\| Arbitro: \| Schwarz \| |
| Arbitro:                                     | Schwarz        |                |                  |                                                              |

## Playout
| 16 luglio 2022 Spareggio relegazione | Sankt Gallen Bears | 6 – 20 | Zürich Renegades |  |

## Statistiche di squadra
| Competizione      | %Vittorie | In casa | In casa | In casa | In casa | In casa | In casa | In trasferta | In trasferta | In trasferta | In trasferta | In trasferta | In trasferta | Totale | Totale | Totale | Totale | Totale | Totale |
| Competizione      | %Vittorie | G       | V       | N       | P       | Pf      | Ps      | G            | V            | N            | P            | Pf           | Ps           | G      | V      | N      | P      | Pf     | Ps     |
| ----------------- | --------- | ------- | ------- | ------- | ------- | ------- | ------- | ------------ | ------------ | ------------ | ------------ | ------------ | ------------ | ------ | ------ | ------ | ------ | ------ | ------ |
| Stagione regolare | .100      | 5       | 1       | 0       | 4       | 88      | 190     | 5            | 0            | 0            | 5            | 29           | 132          | 10     | 1      | 0      | 9      | 117    | 322    |
| Playout           | 1.000     | 0       | 0       | 0       | 0       | 0       | 0       | 1            | 1            | 0            | 0            | 20           | 6            | 1      | 1      | 0      | 0      | 20     | 6      |
| Totale            | .091      | 5       | 1       | 0       | 4       | 88      | 190     | 6            | 1            | 0            | 5            | 49           | 138          | 11     | 2      | 0      | 9      | 137    | 328    |